# Rio Quilombo (vattendrag i Brasilien, São Paulo, lat -24,37, long -47,83)
Rio Quilombo är ett vattendrag i Brasilien.   Det ligger i delstaten São Paulo, i den södra delen av landet, 1 000 km söder om huvudstaden Brasília.
I omgivningarna runt Rio Quilombo växer i huvudsak städsegrön lövskog. Runt Rio Quilombo är det ganska tätbefolkat, med 78 invånare per kvadratkilometer.